# 武本康弘
武本康弘（日语：／ Takemoto Yasuhiro，1972年4月5日—2019年7月18日），日本男性動畫師、動畫演出家、動畫導演。京都動畫董事。出身於兵庫縣赤穗市。代代木動畫學院大阪分校畢業。已婚，育有1女。

## 來歷
武本康弘的父母經營一家中華餐館，是家中的長子。由於父母工作繁忙，他很少有時間陪伴，因此他從小就把時間都花在了繪畫上。
在兵庫縣立赤穗高等學校就讀期間，他是文藝社的成員，並熱衷於桌上角色扮演遊戲。那時他就很擅長畫畫，因為本身喜歡畫畫，所以他在高中時立志成為動畫師。高中畢業後，他就讀代代木動畫學院大阪分校的動畫師科。
從代代木動畫學院畢業後，1992年20歲的他加入京都動畫。他以動畫師的身份加入京都動畫，但被賦予了更多的導演職責，2002年，他執導了OVA《魔法護士小麥》，2003年，他執導了京都動畫的首部電視動畫《驚爆危機？校園篇》。此後，他擔任了京都動畫製作的多部作品的導演、分鏡、演出
。
2019年7月18日，京都動畫縱火事件發生幾天後，父母宣布下落不明，7月26日，《日本經濟新聞》報導了他的死訊，8月2日，經其家人同意，京都府警察正式宣布他死亡。他因在第一工作室3樓被捲入事件而身亡。享年47歲。
2021年2月24日，宣布將接任2017年電視動畫《小林家的龍女僕》續集《小林家的龍女僕S》的導演石原立也分享了他對接任的想法，而武本將被列為「系列導演」。
2023年11月22日，賀東招二的小說《MOON FIGHTERS》發行。據透露，這部作品是《FIRE FIGHTERS！（暫定）》的改寫版。《FIRE FIGHTERS！》原計畫是武本的首部原創動畫，他與賀東再次聯手，但因事件而取消。

## 參加作品

### 電視動畫
1992年
- 蠟筆小新（1992年—，動畫）

1995年
- 天地無用！（原畫）

1996年
- 天才寶貝（—1997年，原畫）

1997年
- 哆啦A夢 (1979年版)（原畫）
- 貓狐警探（日语：はいぱーぽりす）（作畫監督、原畫）

1999年
- 力石戰士（作畫監督、作畫監督輔佐、原畫）
- 天使不設防！（原畫）

2000年
- 神奇寶貝（原畫）
- 捍衛者（分鏡、演出）
- 犬夜叉（—2004年，分鏡、演出、原畫）

2001年
- The Soul Taker ～魂狩～（日语：The Soul Taker 〜魂狩〜）（分鏡、演出）
- 哈雷小子（分鏡、演出）
- 地球防衛家族（演出）

2002年
- 東京地底奇兵（分鏡、演出）
- 銀河戰警（—2003年，分鏡、演出、原畫）

2003年
- 驚爆危機？校園篇（導演、編劇、分鏡、演出、OP分鏡&演出、ED分鏡&演出）

2005年
- AIR（分鏡、演出、原畫、OP原畫）
- 驚爆危機！The Second Raid（導演、編劇、分鏡、演出、OP分鏡&演出、ED分鏡&演出）

2006年
- 涼宮春日的憂鬱 (2006年版)（分鏡、演出）
- Kanon（—2007年，分鏡、演出、OP原畫）

2007年
- 幸運☆星（導演（第5話以降）、分鏡、演出、後期ED導演[注 1]）
- CLANNAD（—2008年，分鏡、演出、原畫、ED原畫）

2008年
- CLANNAD ～AFTER STORY～（—2009年，分鏡、原畫、OP原畫、ED原畫）

2009年
- K-ON！輕音部（原畫）
- 涼宮春日的憂鬱 (2009年版)（團長輔佐（導演）、編劇、分鏡、演出、OP分鏡&演出&原畫、ED分鏡&演出&原畫）
- 小涼宮春日的憂鬱（導演）

2010年
- K-ON!! 輕音部（分鏡、演出、原畫、後期OP原畫）

2011年
- 日常（分鏡、演出、演出輔佐、原畫）

2012年
- 冰（導演、編劇、分鏡、演出、前期OP分鏡&演出、後期OP分鏡&演出、前期ED分鏡&演出、後期ED分鏡&演出）
- 中二病也想談戀愛！（分鏡、演出、原畫）

2013年
- 玉子市場（分鏡、演出、原畫、OP原畫）
- Free！（分鏡、演出）
- 境界的彼方（分鏡、演出）

2014年
- 中二病也想談戀愛！戀（分鏡、演出）
- 甘城輝煌樂園救世主（導演[20]、編劇、分鏡、演出）

2015年
- 吹響吧！上低音號（分鏡、演出、原畫）

2016年
- 無彩限的幻影世界（分鏡[21]、演出[22]）
- 吹響吧！上低音號2（分鏡）

2017年
- 小林家的龍女僕（導演[23]、編劇、分鏡、OP分鏡、ED分鏡&演出）

2018年
- 紫羅蘭永恆花園 （分鏡、演出[24]）
- Free！ -Dive to the Future-（分鏡、演出）
- 弦音 -風舞高中弓道部-（監管[25]、劇情監修、演出）

2021年
- 小林家的龍女僕S（系列導演[26]、分鏡）

### 電影動畫
1994年
- 酸梅星王子：來自宇宙的盡頭～乓啪囉乓！（動畫）
- 蠟筆小新：不理不理王國的秘寶（動畫）

1995年
- 超時空要塞7：銀河在呼喚我！（原畫）

1996年
- 新橙路 capricious orange road 接著，那個夏天開始（作畫監督輔佐、原畫）

1997年
- 哆啦A夢：大雄的發條都市冒險記（原畫）

1999年
- 蠟筆小新：爆發！溫泉激烈大決戰（原畫）
- 蠟筆小新樂園！Made in 埼玉（原畫）

2001年
- 劇場版 哈姆太郎：哈姆哈姆樂園大冒險（日语：劇場版 とっとこハム太郎 ハムハムランド大冒険）（原畫）

2002年
- 哆啦A夢：大雄與機器人王國（原畫）

2010年
- 凉宫春日的消失（導演、分鏡、原畫）

2011年
- 劇場版 K-ON！輕音部（製作委員會製片人）

2015年
- High☆Speed！ -Free！Starting Days-（導演）

2016年
- 劇場版 聲之形（特別感謝）

2018年
- 莉茲與青鳥（演出[27]）

2025年
- 小林家的龍女僕：害怕寂寞的龍（系列導演[28]）

### OVA
1995年
- 魔天戰神 ～After War～（原畫）

1996年
- 爆笑吸血鬼（原畫）

1997年
- 櫻花大戰 櫻華絢爛（—1998年，作畫監督）

2002年
- 哈雷小子DELUXE（—2003年，分鏡、演出）
- 魔法護士小麥（導演[12]、分鏡、演出、原畫、ED原畫[注 2]）

2003年
- 哈雷小子FINAL（—2004年，分鏡、演出）

2005年
- MUNTO 穿越時空之壁（原畫）

2006年
- 驚爆危機！The Second Raid 特別版 OVA 戰隊長悠閒的一天（導演、分鏡、演出）

2008年
- 幸運☆星OVA 原創等視覺與動畫（導演、編劇、分鏡、演出、ED導演）

### 其它
1998年
- Dancing Blade 任性桃天使！（人物設定、作畫監督、漫畫版作畫）

1999年
- Dancing Blade 任性桃天使！II ～Tears of Eden～（人物設定[注 3]、總作畫監督）

2009年
- 小涼宮春日的憂鬱（導演、分鏡、演出、OP分鏡&演出、原作單行本第4冊評論與插圖的提供）
- 小鶴屋學姊的四格（導演、分鏡、演出）

2010年
- 京都動畫廣告「花篇」、「天空篇」（分鏡、演出）

2011年
- 京都動畫廣告「繡球花篇」（原畫）

## 逸事
- 他深受其他工作人員的信任和愛戴[8]，石原立也曾稱讚他是「京都動畫最值得信賴的同事之一」[29]。
- 在廣播節目《新幸運☆頻道（日语：らっきー☆ちゃんねる#新らっきー☆ちゃんねる）》的最終回中，他作為嘉賓出現在神戶XEBEC大廳的「我做到了！最終！我做到了！[原文 1]」現場錄製現場上，模仿白石稔，展現了高超的表演技巧。最後，他以「我是扮演武本導演的武本」的台詞結束了節目，令觀眾激動不已[30]。
- 回到赤穗市的家鄉後，他會和高中同學以及老朋友們見面[10]。因為工作繁忙，他有時會帶著作品到父母家畫畫[31][5]。
- 武本在2015年的一次訪談中說「作品創作的那一刻，就脫離了創作者的手。它成為了每個看到它的人的財產」、「它可以是一個靈魂，一種信仰，或者其他任何東西，但作品中必須包含一些東西」[32][33]。
- 他去世後，遺體被用白布覆蓋，交給了家人。家人認為「最好不要見到他的面容」，所以他被原封不動地火化了[34][35]。武本的妻子在他去世消息公佈的8月2日接受採訪時發表聲明稱「他迄今為止創作的作品對我丈夫來說就是一切。我認為，粉絲們看到他的作品並欣賞它們，就是一切」[33]。

## 腳註

## 相關項目
- 日本動畫師列表（日语：アニメ関係者一覧）
- 京都動畫
- ARX-8 烈焰魔劍（日语：レーバテイン (フルメタル・パニック!)）
- 代代木動畫學院

## 外部連結
- ，存档于（存檔日期 2019年7月19日） （日語）